# Municipio de Eden (condado de Lake)
El municipio de Eden (en inglés: Eden Township) es un municipio ubicado en el condado de Lake en el estado estadounidense de Míchigan. En el año 2010 tenía una población de 487 habitantes y una densidad poblacional de 5,15 personas por km².

## Geografía
El municipio de Eden se encuentra ubicado en las coordenadas 44°7′18″N 85°51′23″O / 44.12167, -85.85639. Según la Oficina del Censo de los Estados Unidos, el municipio tiene una superficie total de 94.53 km², de la cual 94,38 km² corresponden a tierra firme y (0,16 %) 0,15 km² es agua.

## Demografía
Según el censo de 2010, había 487 personas residiendo en el municipio de Eden. La densidad de población era de 5,15 hab./km². De los 487 habitantes, el municipio de Eden estaba compuesto por el 98,36 % blancos, el 0,62 % eran afroamericanos, el 0,62 % eran amerindios, el 0,21 % eran asiáticos y el 0,21 % eran de una mezcla de razas. Del total de la población el 1,85 % eran hispanos o latinos de cualquier raza.